# Comitán de Domínguez
Comitán de Domínguez (eller Comitán, kort och gott) är en ort och en av delstaten Chiapas 119 kommuner. Den är belägen i södra Mexiko nära gränsen till Guatemala och har lite mer än 100 000 invånare i centralorten, med cirka 150 000 invånare i hela kommunen.

## Etymologi
De lokala mayaindianernas ursprungliga namn på bosättningen är Balún Canán ("Nio stjärnor"). Det ändrades senare till Comitán de las Flores, och år 1915 till Comitán de Domínguez,  efter Dr. Belisario Domínguez,) som höll ett minnesvärt tal i Kongressen riktat mot diktatorn Victoriano Huerta vilket ledde till att han blev mördad.

## Orter
De folkrikaste orterna i kommunen 2013 var:
1. Comitán de Domínguez, 106 214 invånare
2. Villahermosa Yalumá, 2 488 invånare
3. San José Yocnajab, 1 809 invånare¹
4. La Floresta, 1 743 invånare¹
5. Los Riegos, 1 740 invånare¹

¹ Folkmängd 2010.

### Arkeologisk lokal
Runt 56 km ifrån huvudorten ligger också Chinkultic, en av den gamla mayakulturens efterlämnade ruinstäder, som en del i nationalparken Lagunas de Montebello.